# Округ Скот (Ајова)
Округ Скот (енгл. Scott County) је округ у америчкој савезној држави Ајова.

## Демографија
По попису из 2010. године број становника је 165.224, што је 6.556 (4,1%) становника више него 2000. године.
| Група             | 2000.           | 2010.           |
| Белци             | 137.382 (86,6%) | 136.884 (82,8%) |
| Афроамериканци    | 9.689 (6,1%)    | 11.728 (7,1%)   |
| Азијати           | 2.502 (1,6%)    | 3.332 (2,0%)    |
| Хиспаноамериканци | 6.445 (4,1%)    | 9.197 (5,6%)    |
| Укупно            | 158.668         | 165.224         |